# Папский совет по культуре
Папский совет по культуре (лат. Pontificium Consilium de Cultura) — упразднённая дикастерия Римской Курии, начало деятельности которой датируется концом Второго Ватиканского Собора. Целая секция этих документов относительно Церкви, Gaudium et Spes, подчеркивает фундаментальную важность культуры для полного развития человеческой личности. Папа римский Павел VI написал: «Царство Божие, которое Евангелие возвещает, живет в людях, которые глубоко связаны с культурой, и строительство Царства Божия не может избегать заимствования элементов человеческой культуры или культур».
Папа римский Иоанн Павел II основал Папский совет по культуре 20 мая 1982 года. В то время как в своем motu proprio апостольском письме Inde a Pontificatus от 25 марта 1993 года, папа римский объединил Папский совет по диалогу с неверующими (основан в 1965 году; до 1988 года — Секретариат по диалогу с неверующими) с Папским советом по культуре.
Папский совет упразднён 5 июня 2022 года введением апостольской конституции «Praedicate Evangelium» путём слияние Совета с Конгрегацией католического образования в Дикастерию культуры и образования.

## Цели Совета
Папский совет по культуре имеет дело с различиями между Евангелием и культурами, и безразличием в вопросах религии. Совет также заинтересован отношениями между Святым Престолом и миром культуры; в особенности он продвигает диалог с современными культурами, так, чтобы цивилизация могла стать намного открытой для Евангелия, и так, чтобы мужчины и женщины могли знать, что Церковь признает их работу как служение к правде и совершенству.

## Задачи Совета
- Продвигать встречи между вестью о спасении Евангелия и культур нашего времени, часто отмечаемого неверием или религиозным безразличием;

- Проявлять пасторское беспокойство Церкви перед лицом серьёзных явлений разлада между Евангелием и культурами. Он поэтому продвигает изучение проблемы неверия и религиозного безразличия, найденного в разнообразных формах в различных культурах;

- Способствовать Церкви и отношениям Святого Престола с миром культуры, предпринимая соответствующие инициативы относительно диалога между верой и культурами, и межкультурным диалогом;

- Устанавливать диалог с теми, кто не верят в Бога или кто не исповедуют никакую религию, если, они открыты для подлинного сотрудничества. Совет организует и участвует в изучающих конгрессах в этой области посредством экспертов;

- Сотрудничать с католическими университетами и международными организациями исторического, философского, теологического, научного, артистического или интеллектуального характера и продвигать сотрудничество среди них.

## Структура Совета
Папский Совет по Культуре имеет две секции:
1. Вера и культура;
2. Диалог с культурами.

- Председатель Папского совета по культуре — кардинал Джанфранко Равази;
- Бывший председатель Папского совета по культуре — кардинал Поль Пупар;
- Секретарь — епископ Пол Тай;
- Заместитель секретаря — монсеньор Мельхор Санчес де Тока-и-Аламеда;
- Глава службы — монсеньор Гергели Ковач.

Есть также многие другие, включая: 6 священников и 1 мирянина, 7 других административных и технических помощников. Совет проводит пленарное собрание по крайней мере раз в три года. Папа римский назначает кардиналов и епископов на пятилетний срок в качестве членов Совета. В настоящее время есть 13 кардиналов и 17 архиепископов и епископов из различных частей мира.

## Председатели Папского совета по культуре
- кардинал Габриэль-Мари Гаррон (20 мая 1982 — 19 апреля 1988);
- кардинал Поль Пупар (19 апреля 1988 — 3 сентября 2007);
- кардинал Джанфранко Равази (3 сентября 2007 — 5 июня 2022).